# Алмати — Талдикорган
Алмати — Талдикорган — трубопровід на півдні Казахстану, який забезпечив газифікацію кількох районів.
Трубопровід, який ввели в дію у 2017 році, має довжину 264 (за іншими даними — 265 або 268) км та виконаний в діаметрі 530 мм. Він починається поблизу Алмати від траси газопроводу Центральна Азія — Китай, в місці, де до останнього виведена перемичка від системи Бухарський газоносний регіон — Ташкент — Бішкек — Алмати. Таким чином, подача ресурсу на вихідний пункт газопроводу Алмати — Талдикорган можлива з двох джерел.
В 2022-му анонсували наміри продовжити газопровід за рахунок ділянки Талдикорган — Ушарал довжиною 302 км з тим самим діаметром 530 мм, який матиме проектний тиск від 9,5 до 7 МПа та пропускну здатність на рівні 147 млн м3 на рік.